# Бичаль
Бичаль (до 2009 — Бечаль)  — село в Україні, Рівненському районі Рівненської області. Населення становить 761 осіб.

## Географія
Село розташоване на лівому березі річки Горинь. Селом пролягає автошлях Т 1817.

## Символіка
На гербі зображено срібного бика із золотими рогами. Бик - один із символів села, адже назва села походить від цієї тварини (герб є промовистим). Дві золоті огорожі символізують дві історичні частини села. Срібний лапчастий хрест символізує приналежність села до Волинських земель. Покров Пресвятої Богородиці символізує розраду і спасіння від всіх бід та страждань, захист заступництво українського козацтва. Храм у селі носить ім'я Покрови Пресвятої Богородиці і престольний празник в селі відбувається 14 жовтня.

## Історія
У 1906 році село Дераженської волості Рівненського повіту Волинської губернії. Відстань від повітового міста 35 верст, від волості 5. Дворів 85, мешканців 545.
З 2016 року у складі Деражненської сільської громади.

## Населення

### Мова
Розподіл населення за рідною мовою за даними перепису 2001 року:
| Мова       | Кількість | Відсоток |
| ---------- | --------- | -------- |
| українська | 761       | 100%     |

## Відомі люди
- Скуба Микита — сотник УПА, курінний загону ім. Колодзінського Воєнної Округи «Заграва»